# Terry Richardson
Terrence "Terry" Richardson (Nova Iorque,1965) é um fotógrafo de moda americano. Terrence produziu diversas fotos para marcas famosas da moda, como Sisley, Hugo Boss, Gucci, Levi's, etc. Também fotografou diversos editoriais para revistas como Vogue, Vice, Harper's Bazaar, Penthouse, The Face, GQ, Rolling Stone e Sports Illustrated.
Recentemente produziu e dirigiu o clipe "Vai Malandra" de Anitta.

## Biografia
Foi criado em Hollywood e Ojai e é filho do também fotógrafo de moda Bob Richardson.

## Rio, Cidade Maravilhosa
Em 25 de abril de 2007 Richardson esteve no Brasil para a produção do livro "Rio, Cidade Maravilhosa", que tem como tema a cidade do Rio de Janeiro. Foram produzidas fotos de vários lugares tradicionais da cidade: favelas, bailes funk, praias, etc. Como personagens do livro, foram escolhidos diversos anônimos e personalidades brasileiras como Camila Pitanga, Ricardo Tozzi, Adriane Galisteu, Danielle Winits, entre outros. Os destaques ficaram por conta de Luiza Brunet e sua filha, Yasmin, que posaram completamente nuas para as lentes do fotógrafo. O livro foi lançado no Brasil em Dezembro de 2007.